# 林北小舞
《林北小舞》（英語：The Gangsters Daughter），是一部2017年上映的電影。由邱偲琹、高捷、馬如風、柯宇綸、林美貞、吳敏、黃西田、高盟傑領銜主演。台灣於2017年3月10日上映。「林北」是台語「恁爸」的音譯白字，意思是「你老爸」。

## 劇情簡介
女主陳心舞因媽媽過世，離開金門，到台灣去和爸爸生活，但到了台灣之後心舞卻一直想學爸爸當一個黑道。

## 演員陣容

### 主要演員
| 演員姓名 | 角色名稱 | 介紹 |
| 邱偲琹   | 陳心舞   | 看似柔弱溫順的小舞，其實是路見不平拔刀相助的個性小魔女。 經歷母親猝然過世，和多年不見的父親重逢。她，有屬於自己獨特面對世界的方式。 喜歡阿森 |
| 高捷     | 溪哥     | 外表兇殘冷血的溪哥，是重情重義的好兄弟。 好不容易可以和女兒重溫天倫之樂，卻因他的黑道原則，掀起一場江湖的腥風血雨。 死於槍戰                 |
| 馬如風   | 鐵牛大   | 賣毒，因溪哥不肯參與，而鬧翻。 死於槍戰 |
| 高盟傑   | 小燦     | 你可以說他很俗辣，也可以說他很義氣。只要兄弟一句話，絕對兩肋插刀在所不惜。這就是他，夢中仔最好的兄弟，小燦。 死於警察槍下                    |
| 柯宇綸   | 夢中仔   | 溪哥從小帶大的小弟，和溪哥亦父亦子，個性火爆，卻是個孝順阿公的細膩漢子。 死於警察槍下                                                        |
| 林美貞   | Coco     | 溪哥女友 死於警察槍下 |
| 蔡阿砲   | 警察組長 | Coco經營的卡拉OK店常客，常吃Coco的豆腐。 開槍殺死Coco 後被夢中仔開槍殺死                                                                     |
| 吳敏     | 小舞外婆 | 小舞在父母離婚後，隨母親回金門和外婆同住。                                                                                                   |
| 黃西田   | 蔡獅伯   | 小舞外婆的金門鄰居。 |
| 宋柏緯   | 阿森     | 心舞同校學長，小敏表哥，喜歡心舞。 |
| 邱稚閔   | 小敏     | 心舞同校學生、阿森表妹、心舞好朋友。 |

## 工作人員
- 出品人：吳澧培
- 監製 :
- 製作人：劉紀鋼
- 導演：陳玫君
- 編劇：花柏容
- 製作公司：哈士奇電影股份有限公司
- 發行公司：威望國際

## 評價
- 《網際網路電影資料庫》有6.2分的評價。
- 《開眼電影網》（IMDB)有33分正面評價，有52分負面評價。

## 外部連結
- 林北小舞的Facebook專頁
- YouTube上的《林北小舞》正式預告.（繁體中文）
- 爛番茄上《林北小舞》的資料（英文）
- AllMovie上《林北小舞》的资料（英文）
- 豆瓣电影上《林北小舞》的資料 （简体中文）
- 时光网上《林北小舞》的資料（简体中文）
- 香港影庫上《林北小舞》的資料（繁體中文）
- 開眼電影網上《林北小舞》的資料（繁體中文）
- Yahoo奇摩電影上《林北小舞》的資料（繁體中文）
- 互联网电影数据库（IMDb）上《林北小舞》的资料（英文）